# IVIN Films
IVIN Films é uma produtora de filmes brasileira sediada na cidade do Rio de Janeiro. Foi fundada no ano de 2017. "IVIN" é acrônimo da expressão latina idem velle, idem nolle, escrita por Santo Tomás de Aquino e que significa "os que igualmente amam, igualmente odeiam".
A produtora foi responsável por Bonifácio: O Fundador do Brasil, documentário histórico-biográfico sobre o Patriarca da Independência, José Bonifácio de Andrada. O filme estreou em junho de 2018 em São Paulo, Rio de Janeiro e Porto Alegre e foi o maior financiamento coletivo da história do cinema brasileiro. Contou com a participação de Bertrand Maria José de Orléans e Bragança e do escritor, jornalista e professor de filosofia Olavo de Carvalho.
Outros documentários estão em fase de planejamento e financiamento, todos focados em temas históricos, religiosos e biográficos de personalidades significativas do Brasil.